# Liolaemus curis
Liolaemus curis este o specie de șopârle din genul Liolaemus, familia Tropiduridae, descrisă de Rayner Núñez Aguila și Labra 1985. Conform Catalogue of Life specia Liolaemus curis nu are subspecii cunoscute.